# Seznam neříšských knížectví ve Svaté říši římské
Ve Svaté říši římské se nacházela vedle říšských knížectví také taková knížectví, která nebyla do knížecí hodnosti povýšena římsko-německými panovníky nebo neměla výslovně udělenu hodnost říšského knížectví. Následující článek představuje jejich seznam.

## Úvod
Za období zrodu Svaté říše římské se považuje, tradičně a nikoli bez výhrad, doba vlády Jindřicha Ptáčníka a Oty Velikého, kteří svou říši zřídili ze čtyř německých kmenových vévodství: Bavor, Švábska, Frank a Saska, doplněných o Vévodství lotharingijské a později také o Království italské a arelatské. Kmenová vévodství v Německu byla prvními říšskými knížectvími, přičemž počet říšských knížectví a jim vládnoucích knížat se neustále zvyšoval s tím, jak vládci Svaté říše římské povyšovali další osoby a území. V roce 1489/1495 se ustavila instituce pravidelně svolávaného říšského sněmu, od roku 1663 zasedajícího nepřetržitě. „Skutečnými“ říšskými knížaty tak byli držitelé těch říšských lén, kteří měli právo na tomto sněmu zasedat. V období středověku existoval pouze nepravidelně svolávaný tzv. říšský dvorský sněm, na kterém nebylo pevně stanoveno, kdo se ho smí účastnit, a počet pozvaných závisel více méně na libovůli císaře a aktuální politické konstelaci. Přesto se již ve středověku rozlišovalo mezi říšskými knížaty a pouhými „knížaty“, která neměla postavení říšského knížete, ačkoli se jejich knížectví nacházelo ve vazalském poměru vůči říši či bylo její přímou součástí. Historické vědě není zcela jasné, v čem onen rozdíl spočíval, alespoň v některých případech je znám vznik a původ těchto knížectví, který se mohl značně lišit. Jedním ze způsobů, jak se „dostat do říše“ bylo přijetí vazalství vůči ní, což byl případ řady slovanských knížat. Po určitou dobu tak jedním z neříšských knížectví v říši bylo i Knížectví české, které postupně dosáhlo až na hodnost kurfiřtskou a stalo se v říši plnoprávným knížectvím nejvyššího stupně navíc s ojedinělým titulem království. V jiných případech zakládal neříšská knížectví sám císař. Ve středověku existovalo jen velmi málo knížectví a knížat s výslovně knížecím titulem. „Knížectvími“ byla vévodství, biskupství, markrabství, lankrabství a jiné útvary, jejichž panovníci byli považováni za knížata. To se týkalo jak říšských knížat (Principis imperii), tak knížat ostatních.

## Neříšská knížectví zřízená říšskými panovníky
Několik knížectví uvnitř říše nechali zřídit sami její vládci, aniž by těm, kterým přiznali knížecí hodnost, udělili také hodnost říšského knížete.
| Znak knížectví | Datum povýšení | Název knížectví     | Knížecí rod(y) | Jméno prvního knížete (z každého rodu)                                                               | Datum zániku knížectví | Poznámky |
| -------------- | -------------- | ------------------- | --- | --- | ---------------------- | --- |
|                | 1165           | Limburské vévodství | 1. Limburská dynastie (1065/1165–1279) 2. Wassenbergové (1279–1288) 3. Lovaňská dynastie (1288–1404) 4. Valois-Burgund (1404–1477) 5. Habsburkové (1482–1549/1794) | 1. Udo Limburský 2. Rajnald I. Geldernský 3. Jan I. Brabantský 4. Antonín Brabantský 5. Maxmilián I. | 1549                   | Císař Fridrich I. uznal vévodský titul, užívaný předtím příležitostně a svévolně limburskými hrabaty, aniž by je přitom povýšil na říšská knížata. Pozdější panovníci Limburska se z titulu zdejších vévodů nikdy neúčastnili říšských sněmů. |
|                | 1236           | Vévodství Aosta     | Savojští | hrabě Amadeus IV. Savojský                                                                           | 1946                   | Císař Fridrich II. povýšil roku 1236 vedlejší državy Savojské dynastie: Hrabství Aostu a Panství Chablais (italsky Chiablese) na dvě vévodství, aniž by přitom savojským hrabatům přiznal hodnost říšských knížat, které dosáhli až roku 1310 a to z titulu vládců Savojska. Savojská hrabata si navíc v dokumentech psala oba vévodské tituly až za titul hrabat savojských.                              |
|                | 1236           | Vévodství Chablais  | Savojští | hrabě Amadeus IV. Savojský                                                                           | 1946                   | Viz Vévodství Aosta |
|                | 1369 (?)       | Markrabství Saluzzo | páni a markýzové ze Saluzza | markýz Fridrich II.                                                                                  | 1946                   | Není jisté, kdy a jestli vůbec bylo Saluzzo povýšeno na knížectví či dokonce plnoprávné říšské knížectví. Roku 1369 je markrabství označeno v listině Karla IV. výslovně jako knížectví (Principatum). Až do ztráty markrabství roku 1548 se však rod markýzů ze Saluzza na říšském sněmu mezi knížaty neobjevoval. Původní panství Saluzzo bylo na markrabství povýšeno Fridrichem Barbarossou roku 1175. |

## Slovanská knížectví v říši
Panovníky velkých slovanských kmenů, kteří tradičně užívali titul knížete (kňaz), měli po přestoupení na křesťanství jako vazalové císařů právo svůj titul užívat i nadále, i když říšskými knížaty nebyli.
- Obodritské (Meklenburské) knížectví: knížecí titul byl oficiálně přiznán Fridrichem I. v roce 1170, hodnosti říšských knížat se však vládci Meklenburska dočkali teprve roku 1348.
- Pomořanské knížectví: knížecí titul byl oficiálně přiznán v roce 1170, vévodský titul v roce 1181, hodnost říšských knížat ale vladaři Pomořan získali teprve roku 1348.
- Rujánské knížectví: od roku 1168 bylo knížectví součástí říše, zároveň bylo lénem Dánska.
- Stodoranské (Braniborské) knížectví: v první polovině 12. století náležel jeho vládci Přibyslavovi/Jindřichovi dokonce královský titul.

## České země
Samotné České knížectví a později království se v průběhu raného středověku stalo "skutečným" říšským knížectvím. V ostatních českých zemích ale byla záležitost komplikovanější.

### Morava
Ve starší české i německé historiografii se často uvádí, že Morava byla povýšena na markrabství (s faktickými knížecími právy) císařem Fridrichem Barbarossou roku 1182. O tomto povýšení však nic neví registra císařských listin ani není zachován originál listiny v Čechách. Celý právní akt je znám pouze z Jarlochovy kroniky. Jarloch téměř přesně uvádí, že k povýšení Moravy na markrabství a říšské knížectví mělo dojít mezi 26. a 29. zářím. Přitom ale z dobových pramenů máme doložen titul „markrabě moravský“ již v létě 1179. Za markrabího byl tehdy označen Přemysl, nevlastní bratr knížete Bedřicha a budoucí první český dědičný král. K „odcizení Moravy“ a jejímu povýšení na říšské knížectví, jak uvádí Jarloch, podle názorů soudobých historiků (Martin Wihoda) nikdy nedošlo, protože římští panovníci respektovali územní integritu Čech. Morava se tedy stala knížectvím českým a z vůle českého panovníka a nikoli z vůle císařství. Někdy mezi lety 1184–1186 se titul markrabě moravský stal standardním titulem následníků českého knížecího stolce, resp. královského trůnu.

### Slezsko

#### Slezsko jako celek
Slezské vévodství, resp. jednotlivá slezská knížectví pod vládou různých větví Piastovců se stala součástí českého státu definitivně roku 1335. Od roku 1348 bylo Slezsko oficiálně jednou ze zemí Koruny české. Ve starší dějepisné literatuře, zejména německé, bývá Slezsko od tohoto data jednoznačně považováno za součást říše. Historička Lenka Bobková s takovouto interpretací nesouhlasí a na podporu svého tvrzení uvádí, že Karel IV. i Václav IV. nechávali na své stavby vždy umísťovat (až) tři znaky: český, jako symbol státu, zemský znak (pokud stavba nestála přímo v Čechách, ale např. na Moravě nebo v Dolní Lužici) a znak říše (tehdy jednohlavou orlici). Ve Slezsku lze však na všech stavbách najít jen českého lva a slezskou orlici. Proto podle Bobkové nepovažovali Lucemburkové zpočátku Slezsko za součást říše. Již roku 1420, když v říši vládl Zikmund Lucemburský, se ovšem říšský sněm konal ve slezské Vratislavi. V říši ovšem platilo, že dějištěm říšského sněmu mohlo být pouze město na "vlastním" území říše, tedy např. nikoli Praha, ale  Cheb ano. Za vlády téhož císaře Zikmunda ostatně kurfiřti odmítli přijmout pozvání na sněm dokonce i do Vídně, která se jim nezdála být dostatečně "říšská", a sněm pro rok 1437 tak musel byl přeložen do Chebu. Z uvedeného se jeví, že nejpozději od Zikmundovy vlády bylo Slezsko již všeobecně považováno za součást říše (říšské knížectví?), i když k oficiálnímu přivtělení této země k říši patrně nikdy nedošlo. Na druhou stranu ve Slezsku nikdy neplatily říšské zákony (např. trestní zákoník Karla V. Constitutio criminalis Carolina) a Slezsko, stejně jako zbývající země České koruny, neplatilo říšskou berni.

#### Slezská knížectví
Mezi lety 1310 a 1335 se součástí Českých zemí, a tím i říše stala slezská knížectví, neříšského původu. Jejich panovníci také nebyli říšskými knížaty, ačkoli spolu s českým státem k říši náleželi. 

## Papežská knížectví
Některá knížectví uvnitř říše byla povýšena rovněž papežem.
| Znak knížectví | Datum povýšení   | Název knížectví            | Knížecí rod(y)                                                                                | Jméno prvního knížete (z každého rodu)                                                                                       | Datum zániku knížectví | Poznámky |
| -------------- | ---------------- | -------------------------- | --------------------------------------------------------------------------------------------- | --- | ---------------------- | --- |
|                | 1471 (14. dubna) | Ferrarské vévodství        | Estenští                                                                                      | Borso d´Este, vévoda z Modeny a Reggia                                                                                       | 1597                   | Ferrara byla původně říšským markrabstvím, které říši zcizil (bez souhlasu císaře Fridricha III.) papež Pavel II. Ten území téhož roku udělil Borsovi d´Este jako vévodství a papežské léno. Po vymření ferrarské větve Estenských bylo vévodství zcela sloučeno s Papežským státem. De facto tedy nikdy nešlo o vévodství uvnitř říše, ačkoli formální souhlasné stanovisko s vyloučením z říše rovněž nebylo ze strany říšských orgánů vydáno.                                                                                                   |
|                | 1545 (19. srpna) | Vévodství Parma a Piacenza | 1. Farnese (1545–1731) 2. Bourboni (1731–1735; 1748–1801) 3. Rakouští Habsburkové (1735–1748) | 1. Don Pier Luigi Farnese, vévoda z Castro, markýz z Parmy, Piacenzy a Novary 2. Karel I. Bourbonský 3. Karel II. Habsburský | 1801                   | - První kníže byl nelegitimním synem Alessandra Farneseho, pozdějšího papeže Pavla III. - Povýšení Parmského markrabství na vévodství se uskutečnilo z rukou papeže Pavla III. Nové vévodství leželo na říšské půdě a římští císaři vévodský status Parmy a Piacenzy, resp. status jejich vladařů plně respektovali. - S predikátem Altezza serenissima v mužské primogenituře vládců od 6. října 1674 a s totožným predikátem v obecné primogenituře vládců od 5. září 1695, potvrzeno r. 1698 Predikát byl udělen již z rukou císaře Leopolda I. |

Papež Pius V. také povýšil dne 27. srpna 1569 Florentské vévodství (již existující říšské knížectví) a několik přilehlých území na první velkovévodství v historii: Velkovévodství toskánské. Velkovévodský titul byl z říšského právního hlediska přiznán císařem Maxmiliánem II. 26. ledna 1576.

## Svévolně povýšená knížectví
V některých případech "povýšil" některé území na knížectví sám jeho vládce, který mohl i nemusel již být říšským knížetem (jako panovník jiného říšského léna). 
| Znak knížectví | Datum povýšení  | Název knížectví      | Knížecí rod(y)                                               | Jméno prvního knížete (z každého rodu) | Datum zániku knížectví | Poznámky |
| -------------- | --------------- | -------------------- | ------------------------------------------------------------ | -------------------------------------- | ---------------------- | --- |
|                | 1364            | Kraňské vévodství    | 1. Habsburkové (1364–1780) 2. Habsburk-Lotrinští (1780–1918) | 1. Rudolf IV. 2. Josef II.             | 1918                   | Rakouský vévoda Rudolf IV. Habsburský svévolně prohlásil Kraňské markrabství za vévodství, a to proti vůli císaře Karla IV., který jediný měl oprávnění takový krok provést. Vévoda tak učinil na základě zfalšovaného Privilegia maius, které ale Karel IV. na základě odborného stanoviska Francesca Petrarcy odmítl uznat. Habsburkové jako rod náleželi k říšským knížatům od r. 1282, kdy římský král Rudolf I. udělil dědičně v léno svým synům Albrechtovi a Rudolfovi Rakouské a Štýrské vévodství i s právy říšských knížat.             |
|                | 1586 (3. dubna) | Piemontské knížectví | Savojští                                                     | Karel Emanuel I./Filip Emanuel         | 1946                   | Panující savojský vévoda Karel Emanuel svévolně povýšil Piemont na knížectví a udělil jej svému synovi, dědičnému princi Filipu Emanuelovi. Od té doby byl titul knížat z Piemontu titulem následníků savojského trůnu, ovšem vrchní vláda v něm ležela vždy v rukou aktuálního savojského panovníka. Titul následníků trůnu od počátku Risorgimenta, tedy od roku 1861, občas zněl (v případě princů Viktora Emanuela a Viktora Emanuela) kníže neapolský. Samotný Piemont ale někdy nebývá pro 17. a 18. století již považován za součást říše. |

## Uzurpace říšských knížectví
V některých případech docházelo ve Svaté říši římské k přenášení názvů "skutečných" říšských knížectví na jiná území, ke zřizování "skutečných" říšských knížectví z knížectví jiných a ke svévolnému přisvojování si titulů vázaných na říšská knížectví z hlediska říšských zákonů již zaniklá.

### Novoburgundská říše
K říšským knížectvím pouze de facto patří i jedno z nejvýznamnějších "říšských" knížectví vůbec: Burgundské vévodství. To se nacházelo původně mimo říši, na území středověké Francie, ovšem během 14. a 15. století získali burgundští vévodové řadu území v říši, především Franche Comté a Nizozemí, čímž se stali jedněmi z nejvýznamnějších říšských knížat. Jejich zisky v říši se ale udály vždy v době jejího oslabení, nebyly schváleny římskými panovníky a došlo k nim v rozporu s platným právem. Přesto se název Burgundsko postupně přesunul na oblast Nizozemí a titul burgundských vévodů v říši užívali i Habsburkové.
Počátek Burgundského vévodství lze klást do doby rozpadu Franské říše r. 843. Tehdy se součástí Západofranské říše, pozdější Francie, stalo Burgundské vévodství, zatímco ve střední části Franské říše pod vládou císaře Lothara I. se postupně vydělilo Burgundské království a v jeho rámci pak již od roku 867 Burgundské hrabství. Lenní svrchovanost Svaté říše římské zahrnovala celé Burgundské hrabství a jen malou část vévodství východně od řeky Saône (tzv. hrabství Auxonne). Po nástupu rodu Valois na burgundský vévodský stolec došlo k dlouhodobé expanzi na území říše a k postupnému získávání řady říšských lén. Téměř vždy se tak dělo proti vůli císařů a říše nebo v době, kdy ústřední moc v říši byla oslabená či zaneprázdněná jinými problémy. Základ burgundské moci byl položen v únoru roku 1363, kdy císař Karel IV. jako vrchní lenní pán umožnil, aby Filip Smělý, syn francouzského krále Jana a burgundský vévoda, zdědil sňatkem s Markétou Flanderskou též Burgundské svobodné hrabství – odumřelé říšské léno. Burgundské vévodství, rozšířené sňatkem s Markétou i o několik lén francouzské Koruny (hrabství Flandry, Artois, Nevers a Rethel). O další expanzi na říšské území se zasloužil Filipův vnuk: Filip Dobrý, který koupí či dědictvím postupně připojil (vedle některých lén francouzské Koruny) také říšská léna v Nizozemí: Namurské markrabství, Lucemburské vévodství, Brabantské a Limburské vévodství i hrabství Henegavsko, Holland a Zeeland s místodržitelstvím ve Frísku. Císař Zikmund nařídil 27. července 1437 vévodovi, aby tato léna, získaná vesměs po Wittelsbaších či zesnulém císařovu příbuzném, Václavovi Lucemburském, navrátil. Vévoda přirozeně neuposlechl a na jeho stranu se postavila i „burgundská“ města Brusel, Lovaň, Hertogenbosch a Antverpy, třebaže jim Zikmund za povstání proti vévodovi sliboval status svobodných měst. Ani Zikmund ani jeho nástupci burgundské zisky nikdy neuznali, ale neměli dost sil vymoci si je zpět pro říši válkou. Právě za vlády Filipa Dobrého (1419–1465) se pro nizozemské oblasti počalo stále častěji užívat označení Burgundsko a tyto země začaly být chápány jako jedno „burgundské“ vévodství, ač šlo o země s rozličným statusem a právními vztahy spojené v jakýsi konglomerát především osobou vévody. Ambice burgundských vladařů se navíc neomezovaly jen na zisk říšských lén a na touhu být říšskými knížaty. Již Filip Dobrý, který se jinak snažil své zisky v říši pojistit mírovou cestou, usiloval o vyjmutí svých zemí z říšského lenního svazku jako se mu to podařilo u lén francouzských na mírové smlouvě v Arrasu z 21. září 1435, kdy byli vévodové osvobozeni od plnění všech lenních závazků vůči Francii. Římský král Fridrich III. však r. 1442 Filipovi nekompromisně nařídil přijmout lenní závazek z jeho rukou, což už samo bylo vlastně ústupkem, protože dosud žádný římský panovník neuznal burgundské zisky v Nizozemí. Vévoda však o lenní korouhev požádat odmítl. Za vlády vévody Karla Smělého (1465–1477) nastoupilo Burgundsko opět ostrý kurs proti říši a rozšířilo své državy zde o Geldernské vévodství a krátce i o vévodství Lotrinsko a Bar a o lankrabství Sundgau (jižní Alsasko) a Breisgau. V roce 1473 téměř došlo k dorozumění, když císař Fridrich III. svolil korunovat Karla na burgundského krále, znovu však razantně odmítl vyjmout i jen některé burgundské země z říšského lenního svazku. Jednání ztroskotala rovněž na Karlově požadavku pojistit si královskou hodnost souhlasem kurfiřtů, protože císař pokládal udílení královské hodnosti za své výsadní právo. Jediným výsledkem dohody bylo císařské oblénění Karla Geldernským vévodstvím a Zutphenským hrabstvím 6. listopadu 1473, která Karel Smělý o rok dříve zakoupil. Mimo Burgundské hrabství tak šlo o jediná říšská léna, na které kdy burgundští vévodové dostali od císařů lenní list.
Po smrti Karla Smělého a vymření burgundského rodu (1477) zdědili celou říšskou část "Burgundska" i s některými dosud francouzskými lény (Flandry, Artois) Habsburkové (1482/1493/1529). To vedlo k tomu, že při zřízení říšského sněmu v l. 1489/95 získala tato území místo a hlas na říšském sněmu a stala se tak jako "Burgundské vévodství" řádným říšským knížectvím. Stalo se tak přesto, že "řádná" říšská knížectví se zde nacházela již ve vrcholném středověku před vytvořením Novoburgundské říše (vévodství Brabant, Lucemburk a Geldry, markrabství Namur) a navzdory tomu, že původní Burgundské vévodství zůstalo i po r. 1482 Francii. Po ztrátě severního Nizozemí (1581/1648) a Burgundského hrabství (1678) se název Burgundské vévodství na říšském sněmu užíval pro oblast jižního (Španělského/Rakouského) Nizozemí až do reorganizace sněmu v r. 1803.

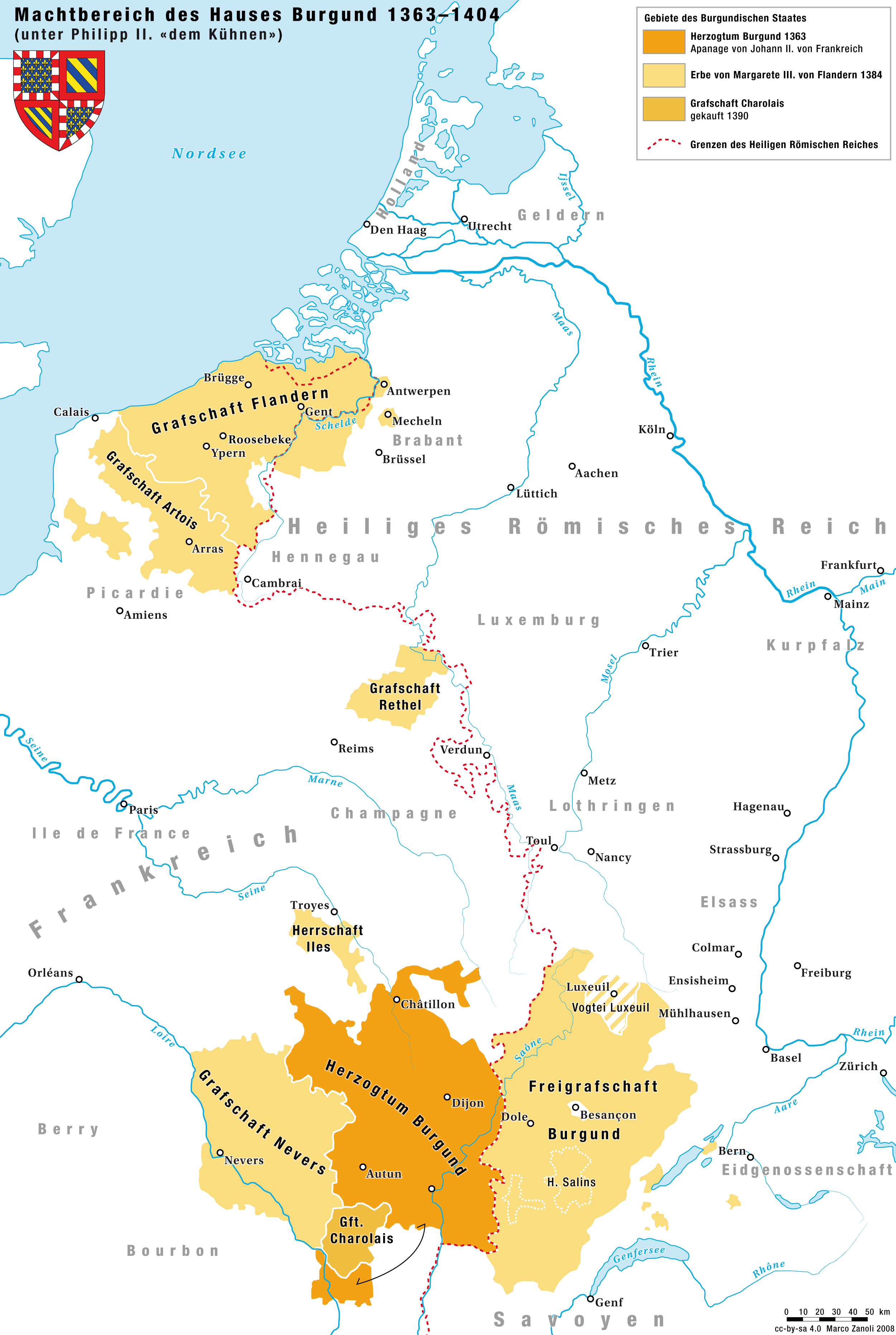
Burgundsko za Filipa II. Smělého (1363-1404)
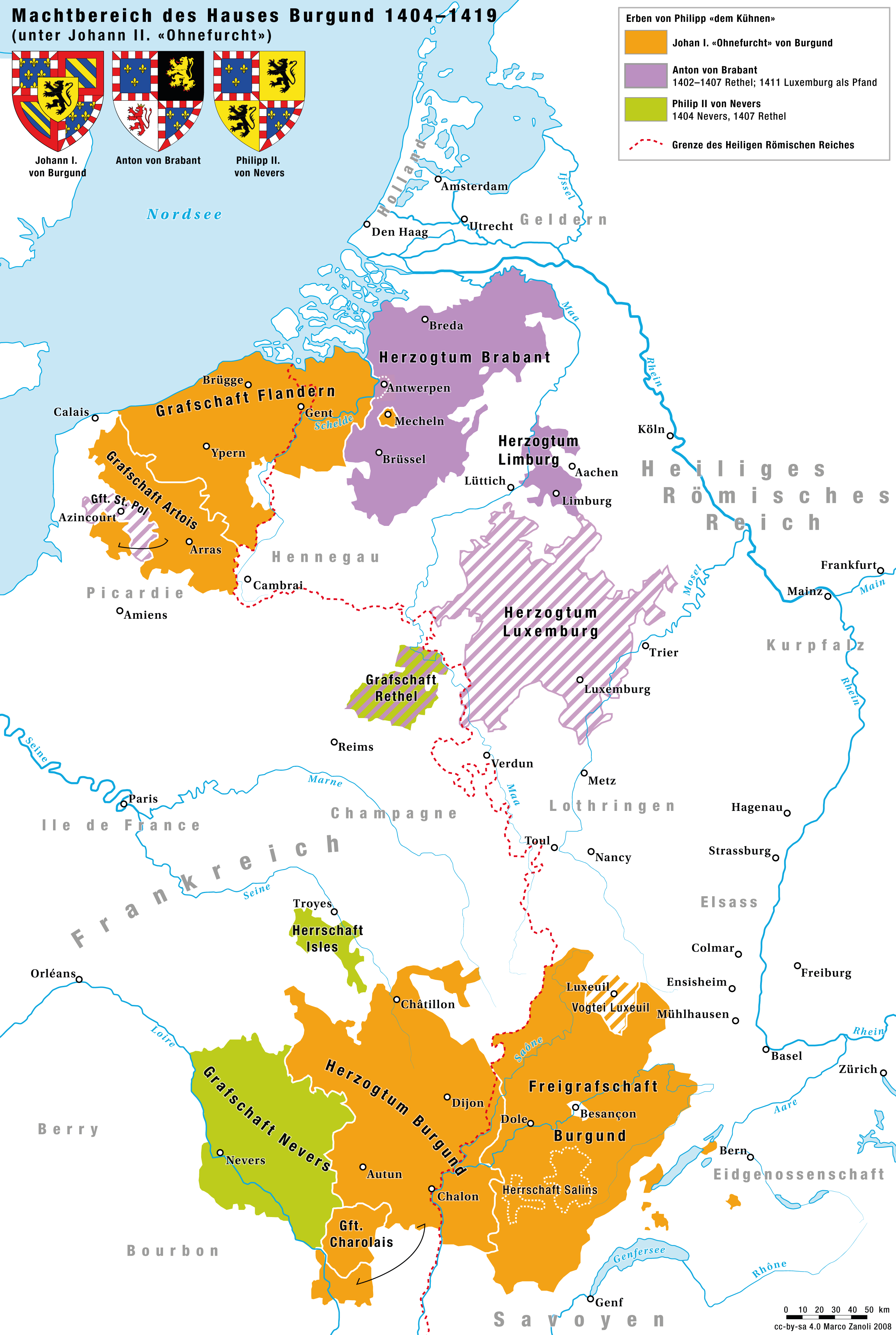
Burgundsko za Jana I. Nebojácného (1404-1419) s vyznačením držav jeho bratrů v Brabantsku a Nevers
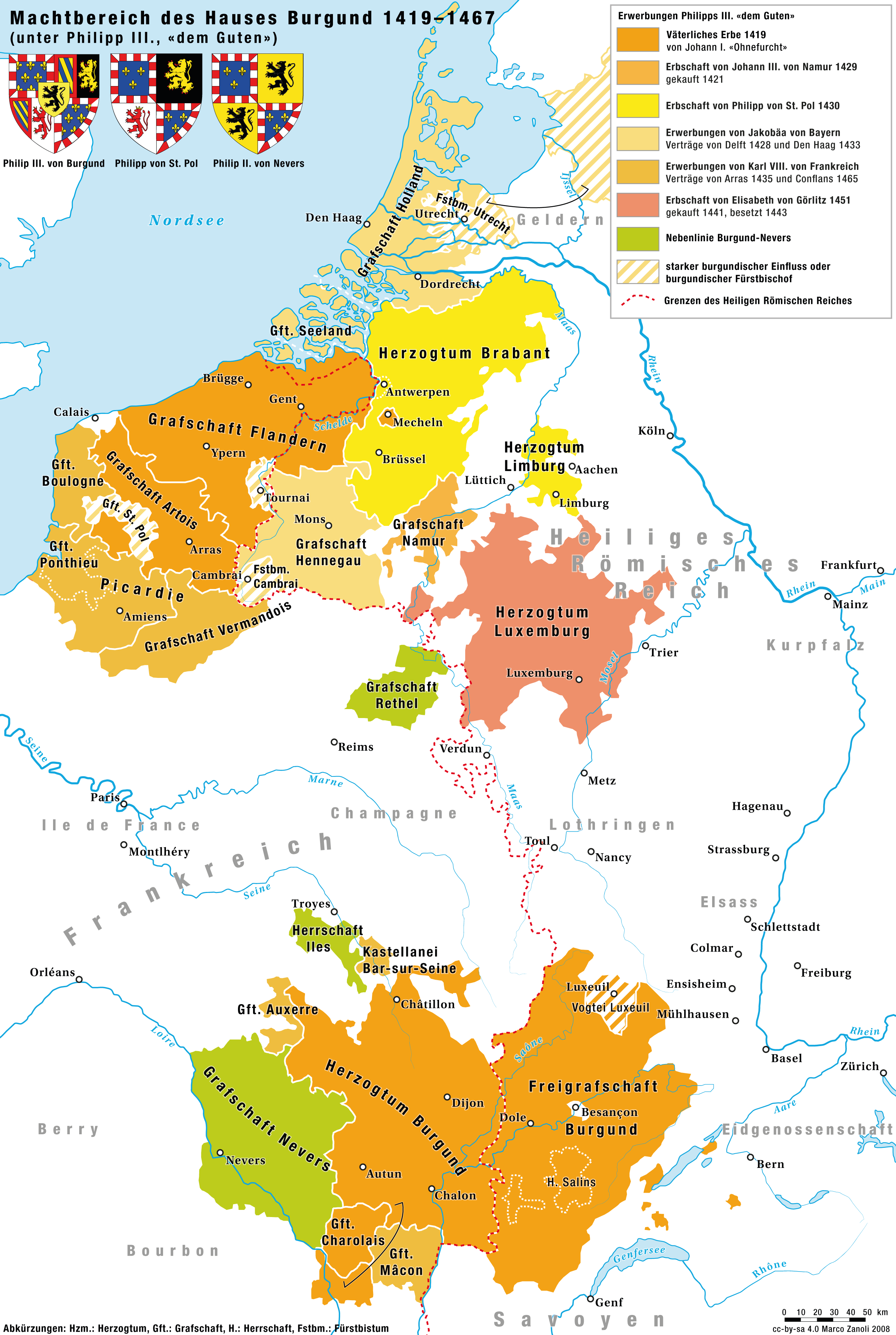
Burgundsko za Filipa III. Dobrého (1419-1465)
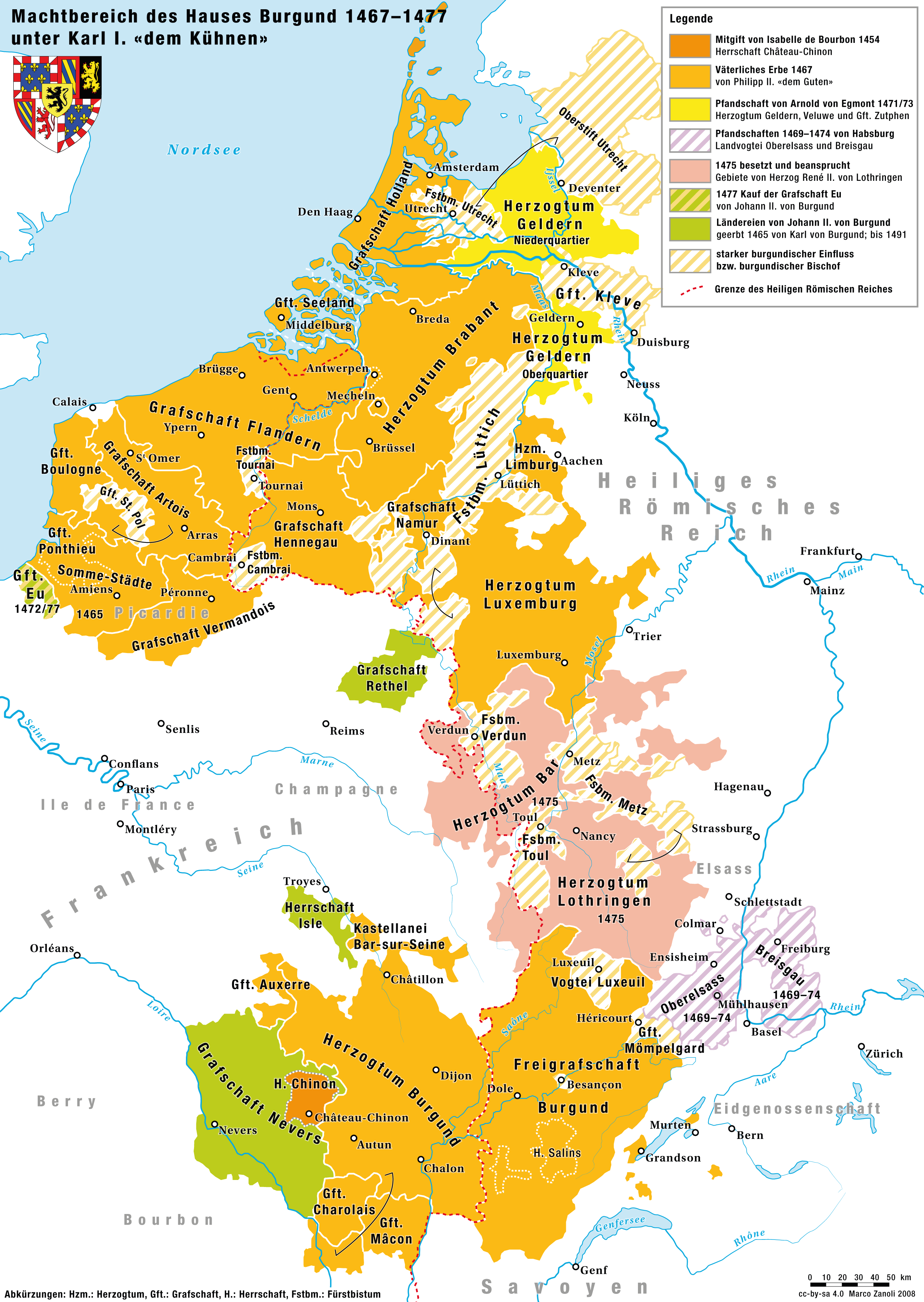
Burgundsko za Karla Smělého (1465/67–1477)
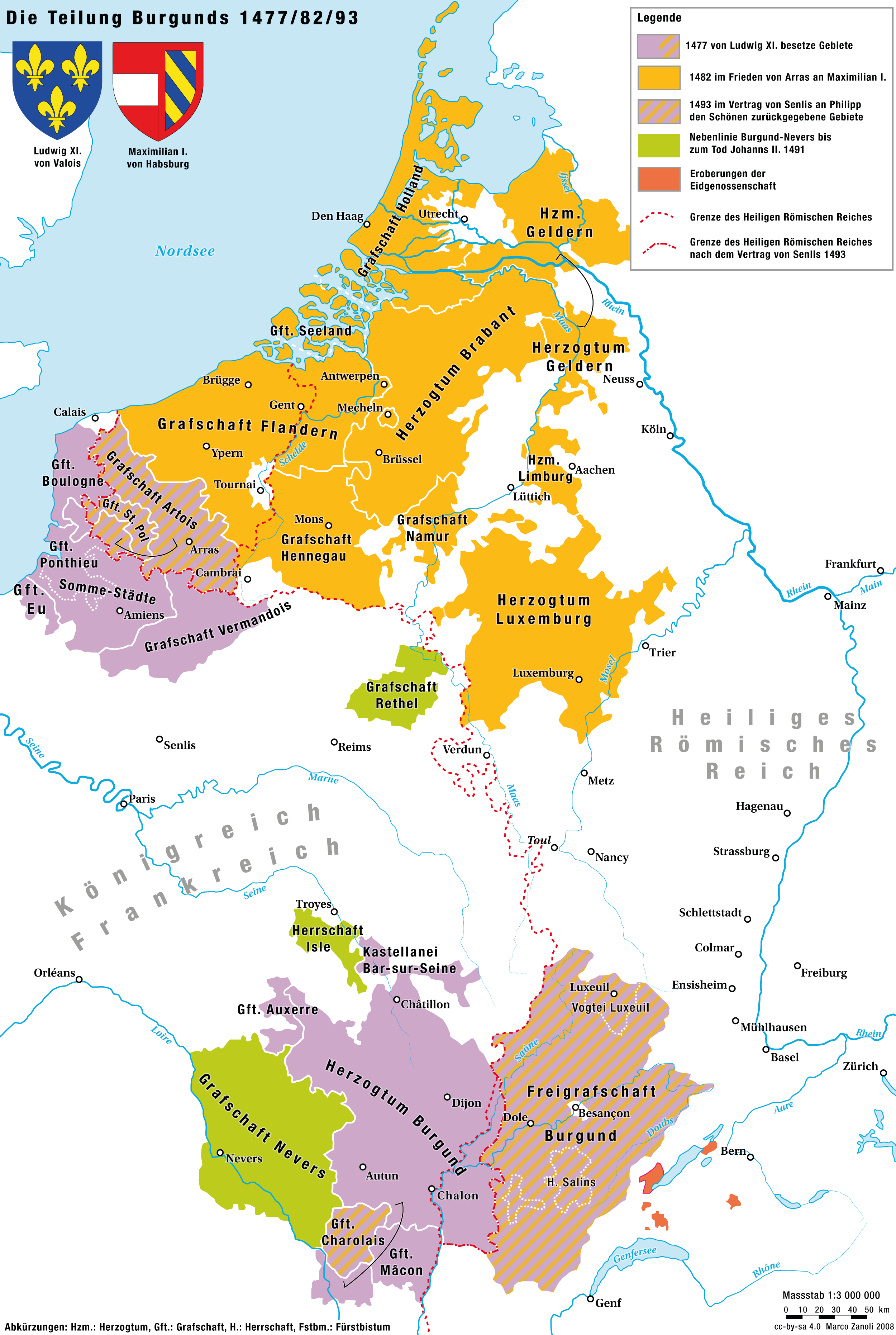
Opětovné rozdělení Burgundska mezi říši/Habsburky a Francii

### Francké vévodství
Francké vévodství bylo řádným říšským knížectvím. Po rozpadu původního kmenového vévodství (poslední formální vévoda císař Konrád III. †1152) udělil císař Fridrich Barbarossa titul vévody franckého würzburským biskupům, ovšem spolu s rozdrobením feudální moci ve Frankách titul postupně zanikl. V 17. století bylo vévodství císařem Leopoldem I. ještě jednou obnoveno (1675–1683), když došlo ke spojení würzburského a bamberského stolce v rukou jednoho biskupa. Ještě předtím však vévodství svévolně „obnovil“ švédský král Gustav II. Adolf, který jej udělil známému protestantskému vojevůdci třicetileté války, Bernardu Sasko-Výmarskému, který takto krátce „byl vévodou franckým“ v letech 1633–1634. Jeho panování nelze považovat za vládu legitimního říšského knížete, i když sám Bernard pocházel z říšského knížecího rodu ernestinských Wettinů.

### Kníže švábský
Švábské (kmenové) vévodství bylo jedním ze zakládajících států Německého království v l. 911/936 a tedy i samotné říše. Šlo o nepochybné "řádné" říšské knížectví, které ale roku 1313 zaniklo v osobě vévody Jana zvaného Parricida (otcovrah). Žádný z císařů, ať již z rodu Habsburků nebo jiných vévodství již neobnovil. Po říšském recesu roku 1803 však novopečený württemberský kurfiřt Fridrich přijal doplňkový titul kníže švábský (Fürst von Schwaben), který po zániku říše 6. srpna 1806 ještě polepšil na tvar vévoda švábský (Herzog von Schwaben). Vědomě tak navazoval na tradici zaniklého vévodství. Cítil se k tomu oprávněn na základě výrazného rozšíření své země sekularizacemi r. 1803 a mediatizacemi r. 1806 a všemi změnami, které Württembersku přinesly kurfiřtskou a nakonec královskou hodnost. Císař František II. ani kurfiřtové či říšský sněm ovšem titul knížete švábského nepotvrdili. 

## Svévolná království ve Svaté říši římské
Zcela výjimečně si některý obyvatel říše mohl nárokovat i královský titul, který se vázal na území v říši nebo se týkal říšského (císařova) poddaného. Takovéto tituly nebyly císaři uznávány buďto vůbec, nebo nikoli jako tituly říšské.

### Atlantida
Císař Maxmilián I. udělil r. 1499 svému dvornímu bankéři, Lukasi Fuggerovi z Augsburgu, bizarní titul král Atlantidy. Šlo tedy o titul vztahující se k bájné říši Atlantis, o které se v té době věřilo, že jejím zbytkem jsou Azorské ostrovy. Titul měl být kuriózní „splátkou“ za astronomické dluhy, které císař vůči svému finančníkovi měl, a které Lukase a celou větev rodu „Fuggerů od Srnce“ přivedly k bankrotu. Lukasův honosný titul však nebyl skutečným říšským titulem a v říši samotné nedával svému nositeli žádná práva. Lukas byl v té době zástavním pánem císařova města Lovaně. Císařův osobitý způsob „splácení dluhů“ se stal Lukasi Fuggerovi a celé starší větvi Fuggerů „od Srnce“ (Fugger von Reh) osudným. Lukas zemřel v naprosté chudobě a na výsluní dějin se prodrala mladší větev Fuggerů „z Lilie“(Fugger von der Lilie), jejímž augšpurským zakladatelem byl bankéř Jakob Fugger. Příslušníci Jakobovy větve Fuggerů se už ovšem titulem králů Atlantidy pyšnit nemohli.

### Království Konce světa
V době novokřtěnecké komuny v Münsteru se roce 1534 jeden z náboženských vůdců, Jan Beukelszoon z Leydenu, prohlásil králem. Po potlačení povstání a rozdrcení „království“, omezeného de facto jen na samotné město Münster (1535), byl samozvaný král popraven. Z hlediska říšského práva si komuna uzurpovala sídelní město münsterského biskupa.

### Trója
Titulem králů trojských se chlubili vévodové z Kleve. Tento říší a císaři nikdy neuznaný titul měl velice starou tradici, sahající do doby Franků. Řehoř z Tours uvádí jako první legendu, dle které předkové Franků přišli k Rýnu a do severní Francie z Tróje. Celá legenda byla omylem, který vznikl tak, že Frankové ve 4. a 5. století obývali oblast okolo Xantenu, který byl v pramenech 6. a 7. století někdy nazýván Troia Francorum, což ovšem nesouviselo s maloasijskou Trójou, ale s původním názvem Xantenu Colonia Ulpia Traiana, respektive se zakladatelem města, římským císařem Traiánem. Povědomí o spjatosti Xantenu, ležícího na území Klevského vévodství se starověkou Trójou se uchovalo až do raného novověku. Např. kolínský arcibiskup Hermann II., lenní pán Xantenu, nechal mezi lety 1036 a 1056 ve městě razit mince s nápisem S[AN]CT[A] TROIA. Taktéž roku 1444, když se Xanten definitivně dostal pod moc Klévského vévodství nechal vévoda Jan I. razit mince přímo s nápisem Joannes Troianorum Rex.